# Séro Kpéra II
Séro Kpéra II (dit Ilorinkpunon, signifiant « Mort à Ilorin ») est l'un des rois Bariba de l'ancien royaume de Nikki, situé au nord-est de l'actuel Bénin.

## Biographie
Séro Kpéra II fait partie des Makararou, l'une des dynasties royales qui ont succédé à Sunon Sero, le fondateur du royaume de Nikki.
Au cours de son règne, il tente de réconcilier les familles princières et d'unifier plusieurs chefferies Bariba rivales (celles de Kouandé, Kandi et Kayama notamment).
Il meurt à Ilorin en 1830 ou 1831 en combattant aux côtés de guerriers Yorubas de l'empire d'Oyo contre des Peuls.
Après sa mort, la puissance du royaume de Nikki déclina,.

## Postérité
Un camp militaire situé à Parakou porte son nom.

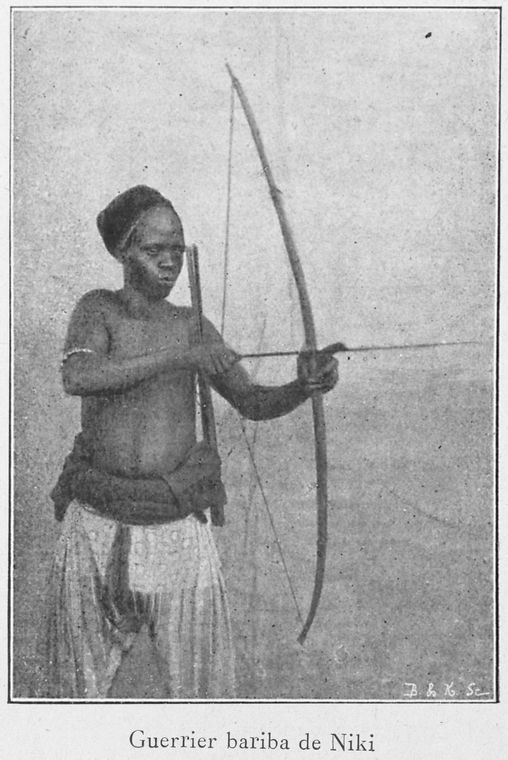
Guerrier Bariba de Nikki.